# Huang Xiaoxiao
Huang Xiaoxiao, Chinees:黄潇潇, (Qingdao, 3 maart 1983) is een Chinese atlete, die in de 400 m horden gespecialiseerd is. Ze werd tweemaal Aziatisch kampioen en Chinees kampioene op deze discipline. Ze nam tweemaal deel aan de Olympische Spelen, maar won hierbij geen medailles.
Haar eerste grote succes behaalde ze in 2003 met het winnen van een gouden medaille op de Aziatische kampioenschappen in Manilla. Met een tijd van 55,66 versloeg ze de Kazachse Natalya Torshina (zilver; 55,88) en de Thaise Wassana Winatho (brons; 56,40).
Op de Olympische Spelen van 2004 in Athene sneuvelde ze op de 400 m horden in de halve finale met een tijd van 55,53 s nadat ze in de kwalificatieronde 54,83 gelopen had. Een jaar later kwalificeerde ze zich wel voor de finale op de wereldkampioenschappen atletiek 2005 in Helsinki. Hier werd ze vijfde in 54,57 s. Dat jaar prolongeerde ze haar ook Aziatische titel op de 400 m horden. Op de wereldkampioenschappen atletiek 2007 in Osaka behaalde ze in de finale eveneens een vijfde plaats (54,15 s). Op de Olympische Spelen van Londen sneuvelde ze net als acht jaar eerder nog voor de finale.

## Titels
- Aziatisch kampioene 400 m horden - 2003, 2005
- Chinees kampioene 400 m horden - 2005

## Persoonlijke records
| Onderdeel    | Prestatie | Datum            | Plaats   |
| ------------ | --------- | ---------------- | -------- |
| 400 m        | 51,93 s   | 24 oktober 2003  | Changsha |
| 400 m horden | 54,00 s   | 28 augustus 2007 | Osaka    |

## Palmares

### 400 m
- 2003:  Chinese City Games - 51,93 s
- 2003: 7e Universiade - 54,60 s
- 2005:  Chinese Spelen - 51,95 s

### 400 m horden
- 2003:  Aziatische kampioenschappen - 55,66 s
- 2003:  Chinese City Games - 55,10 s
- 2003:  Universiade - 56,10 s
- 2005:  Chinese Spelen - 54,18 s
- 2005:  Oost-Aziatische Spelen - 55,33 s
- 2005: 5e WK - 54,57 s
- 2005:  Aziatische kampioenschappen - 55,63 s
- 2006: 6e Wereldbeker - 55,06 s
- 2007: 5e WK - 54,15 s

- World Athletics: 14266264